# Sintong Marnipi
Sintong Marnipi is een bestuurslaag in het regentschap Toba Samosir van de provincie Noord-Sumatra, Indonesië. Sintong Marnipi telt 1220 inwoners (volkstelling 2010).